# Gorze
Gorze là một xã trong vùng Grand Est, thuộc tỉnh Moselle, quận Metz-Campagne, tổng Ars-sur-Moselle. Tọa độ địa lý của xã là 49° 03' vĩ độ bắc, 06° 00' kinh độ đông. Gorze nằm trên độ cao trung bình là 370 mét trên mực nước biển. Xã có diện tích 17,94 km², dân số vào thời điểm 1999 là 1392 người; mật độ dân số là 77,6 người/km². Xã nằm tròn 20 km về phía tây nam của Metz.

## Địa điểm tham quan
- Nhà thờ tu viện
- Tu viện (xây dựng 1696-1699)
- Chapelle Saint Clément (1603)